# Пиляний камінь
Пиляні вапняки – це різновиди вапняку, які легко піддаються розпилюванню на блоки і використовуються як стінові матеріали. Пиляні вапняки повинні володіти однорідністю  фізико-механічними властивостями, порівняно невеликою об’ємною вагою, пористістю, морозостійкістю, механічна міцність їх коливається від 4 до 400 кг/см2.